# Joe Tracini
Joe Tracini es un actor inglés, conocido por haber interpretado a DK en Coming of Age y a Dennis Savage en la serie Hollyoaks.

## Biografía
es hijo del también actor y comediante Joe Pasquale, tiene cuatro hermanas.
Es amigo de la actriz Lizzie Roper.
Asistió al "Italia Conti Academy of Arts" en Londres.
En febrero del 2015, Joe anunció que estaba saliendo con la actriz Hayley Tamaddon, sin embargo la relación terminó poco después.
En mayo del 2019 reveló a través de su cuenta de Twitter que había estado luchando con problemas de adicción y que había sido diagnosticado con un trastorno de personalidad emocional inestable.

## Carrera
Además de ser actor, Joe hace magia, en 2003 ganó el título de "British Junior Magical Champion" el cual ganó cuando se presentó en el Blackpool Opera Houseen frente de 3000 magos internacionales. Al mismo tiempo ganó el título de "Most Promising Comedy Act of 2003" y quedó en tercer en la competición The Magic Circle's para el título de "Young Magician Of The Year".
En 2007 se unió al elenco de la serie Coming of Age, donde interpretó a Darren "DK" Karrimore hasta el final de la serie en 2011. Ese mismo año apareció en My Spy Family interpretando al experto en la realización de gadgets de espionaje Spike Bannon hasta 2009.
El 15 de noviembre de 2011 se unió al elenco de la serie británica Hollyoaks, donde interpretó a Dennis Savage, el primo de Liberty, Dodger y Will Savage, hasta el 21 de noviembre de 2014. El 7 de agosto del 2018 se anunció que Joe regresaría a la serie brevemente ese mismo mes.

## Filmografía

### Series de televisión
| Año               | Título                                    | Personaje             | Notas                              |
| ----------------- | ----------------------------------------- | --------------------- | ---------------------------------- |
| 2011 - 2014, 2018 | Hollyoaks                                 | Dennis Savage         | 169 episodios                      |
| 2007 - 2011       | Coming of Age                             | Darren "DK" Karrimore | 23 episodios                       |
| 2010              | Inn Mates                                 | Josh                  | episodio piloto                    |
| 2010              | The Great Outdoors                        | Victor                | 3 episodios                        |
| 2009              | Two Pints of Lager and a Packet of Crisps | Darren "DK" Karrimore | episodio "When Janet Met Michelle" |
| 2008              | Bewitched                                 | Milo                  | episodio piloto                    |
| 2007 - 2009       | My Spy Family                             | Spike Bannon          | 9 episodios                        |

### Películas
| Año  | Título      | Personaje      | Notas                                                                                  |
| ---- | ----------- | -------------- | -------------------------------------------------------------------------------------- |
| 2011 | Kill Keith  | Tony Blackburn | junto a Simon Phillips, Susannah Fielding, Dominic Burns, Keith Chegwin y Joe Pasquale |
| 2010 | Future Dave | Dave           | corto - junto a Amy Hamdoon                                                            |

### Teatro
| Año         | Obra                            | Personaje       | Director (a) | Teatro                    | Notas                                                   |
| ----------- | ------------------------------- | --------------- | ------------ | ------------------------- | ------------------------------------------------------- |
| 2015        | Spamalot                        | Patsy           | -            | Wimbledon Theatre Theatre | -                                                       |
| 2011 - 2012 | Aladdin                         | Wishee Washee   | -            | Ashcroft Theatre          | junto a Larry Lamb, Antony Hansen y Nathaniel Morrison  |
| 2009 - 2010 | Cinderella                      | Buttons         | -            | The Hawth Theatre         | junto a Joe Swash, James Watt, Dani Harmer y Steve King |
| 2007 - 2009 | Peter Pan                       | Peter Pan       | -            | Churchill y Beck Theatre  | junto a Paul Michael Glaser, Andy Ford y Rebecca Seale  |
| 2006        | Richard III                     | Richard III     | -            | -                         | -                                                       |
| 2006        | Sexual Perversity in Chicago    | Danny Shapiro   | -            | Landor Theatre            | -                                                       |
| 2006        | A Chorus Line                   | Elenco          | -            | Avondale Theatre          | -                                                       |
| 2005 - 2006 | Snow White and the Seven Dwarfs | Niño del Tambor | -            | Cliff's Pavilion Theatre  | -                                                       |

## Premios y nominaciones
| Año  | Categoría               | Premio             | Serie     | Resultado |
| ---- | ----------------------- | ------------------ | --------- | --------- |
| 2013 | Funniest Male           | Inside Soap Award  | Hollyoaks | Nominado  |
| 2012 | Funniest Male           | Inside Soap Award  | Hollyoaks | Nominado  |
| 2012 | Best Comedy Performance | British Soap Award | Hollyoaks | Nominado  |